# Volo Aerolíneas Argentinas 644
Il volo Aerolíneas Argentinas 644 era un volo di linea operato da un Douglas DC-6, codice di registrazione LV-ADW. Questo particolare aereo era stato originariamente chiamato "Presidente Peron", ma nel 1956-57 fu ribattezzato "General San Martin". Il 19 luglio 1961 avrebbe dovuto operare un servizio passeggeri di linea nazionale tra l'aeroporto internazionale Ministro Pistarini nella città di Buenos Aires e l'aeroporto internazionale General Enrique Mosconi a Comodoro Rivadavia, ma si schiantò 12 km (7,5 miglia) a ovest di Pardo, in provincia di Buenos Aires, mezz'ora dopo il decollo, a causa di forti turbolenze durante la salita. Alcuni rapporti affermano che era stato colpito da un fulmine.
Secondo l'inchiesta, l'aereo si è disintegrato durante il viaggio dopo la rottura di un'ala a causa del peso eccessivo in mezzo a una turbolenza. Sia il pilota che il direttore di volo della compagnia contribuirono al disastro valutando erroneamente le previsioni del tempo e scegliendo un'altitudine di volo inappropriata. Tutti i 67 occupanti dell'aereo – 7 membri dell'equipaggio e 60 passeggeri – morirono nell'incidente, che rimane il peggiore che la compagnia abbia mai vissuto in tutta la sua storia, e ad oggi il volo 644 rimane il peggior disastro aereo nella storia dell'Argentina.